# مدیریت پهنای باند
مدیریت پهنای باند (به انگلیسی: Bandwidth management) فرایند اندازه گیری و کنترل ارتباطات (ترافیک، بسته ها) در یک لینک شبکه است تا از پر شدن ظرفیت لینک یا پرشدن بیش از حد آن جلوگیری شود که ممکن است باعث گرفتگی شبکه و کارایی پایین آن شود.

## مکانیزم ها و تکنیک های مدیریت پهنای باند
- شکل‌دهی ترافیک (محدودکردن نرخ)
- الگوریتم های زمان بندی
- اجتناب از گرفتگی
- پروتکل ها/الگوریتم های حفظ پهنای باند